# كلوريد الليثيوم
كلوريد الليثيوم مركب كيميائي له الصيغة LiCl، ويكون على شكل بلورات بيضاء لها قدرة على الاسترطاب. وهو ملح الليثيوم لحمض الهيدروكلوريك.

## التحضير
يحضر كلوريد الليثيوم من تفاعل هيدروكسيد أو كربونات الليثيوم مع حمض الهيدروكلوريك:
{\displaystyle \mathrm {LiOH\ +\ HCl\ \longrightarrow \ LiCl\ +\ H_{2}O} }
{\displaystyle \mathrm {Li_{2}CO_{3}\ +\ 2\ HCl\longrightarrow \ 2\ LiCl\ +\ H_{2}O\ +\ CO_{2}\uparrow } }

## الخواص
يؤدي صغر حجم أيون الليثيوم + Li إلى ظهور صفات مثل الانحلالية العالية في المحلات القطبية، وإلى قدرته العالية على الاسترطاب، والتي لا نكون بهذا الشكل في كلوريدات الفلزات القلوية الأخرى. فمركب كلوريد الليثيوم ينحل بشكل جيد في الماء، كما ينحل بشكل جيد في الإيثانول والبيريدين. يوجد المركب على شكل هيدرات مختلفة LiCl · n H2O حيث n= 1 و 3 و 5 . تكون قدرة كلوريد الليثيوم على الاسترطاب عالية إلى درجة أنه يخفض ضغط بخار الماء حوالي 90%، كما يستطيع امتصاص حوالي أربع مكافئات من الأمونياك. يحصل على الشكل الخالي من الماء بإجراء عملية تبلور لمحاليل مائية عند درجات حرارة تتجاوز 98°س. أما بإجراء عملية التبلور عند درجات حرارة منخفضة نحصل على أشكال الهيدرات المختلفة.

## الاستخدامات
- يستخدم كلوريد الليثيوم بشكل أساسي في تحضير فلز الليثيوم عن طريق التحليل الكهربائي لمصهور المركب مع كلوريد البوتاسيوم KCl عند الدرجة 600°س.[6]
- يستخدم كصهارة Flux أثناء تعدين الألومنيوم.
- في المجال المخبري يستخدم كلوريد الليثيوم كمادة مضافة إلى تفاعل ستايل Stille reaction، كما أن له تطبيقات كيميائية حيوية حيث يستخدم لترسيب الحمض الريبي النووي RNA من المستخلصات الخلوية.[7]
- يستخدم كلوريد الليثيوم كملون للهب، حيث يعطي اللهب لوناً أحمراً داكناً.

## السلامة
لأملاح الليثيوم بشكل عام تأثير على الجهاز العصبي المركزي. استعمل كلوريد الليثيوم لفترة قصيرة في أربعينيات القرن العشرين كبديل لملح الطعام، لكنه منع فيما بعد بسبب الآثار المؤذية للمركب على الجسم.